# Azud de la Real Acequia de Moncada

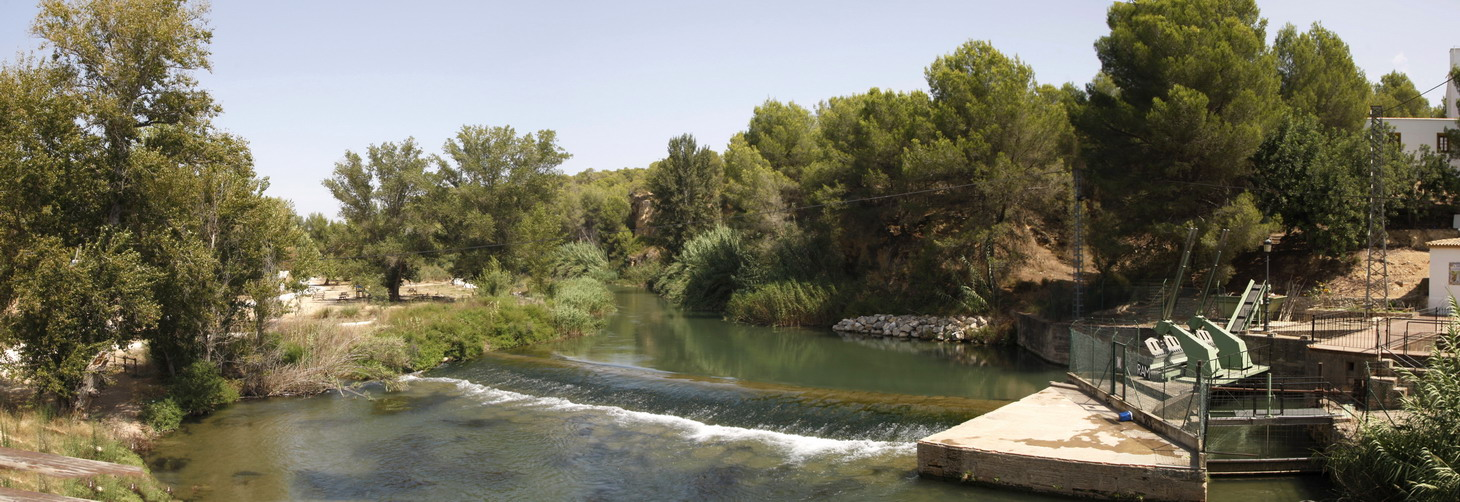

El Azud de la Real Acequia de Moncada se encuentra entre los municipios de Manises y de Paterna, en la comarca de la Huerta Oeste, de la provincia de Valencia. Está considerado Bien de interés cultural, con anotación ministerial número R-I-51-0011240 y de la Generalidad Valenciana números 46.14.190-010 y 46.14.190-011.

## Historia
Jaime II de Aragón, en 1321 otorgó una serie de fueros y privilegios que permitían a los regantes de la Vega de Valencia exigir la cesión del agua en tandas de cuatro días cada ocho. La tanda debía pasar el azud de Moncada sin que los regantes de esta acequia pudiesen quedársela, por lo que el día correspondiente se situaban en la Almenara Real el acequiero de Moncada y un síndico de la Vega, quienes marcaban el nivel normal del agua antes de llegar la dotación completa de la tanda. Esta señal servía de referencia a partir de aquel momento para repartir el agua que llegaba de más al azud y poder desviarla hacia la vega. En la década de 1860 la Almenara Real fue objeto de un enconado pleito de nuevo con las otras de la Vega de Valencia, concretamente sobre los tablones que la cerraban. Mientras Moncada afirmaba que la almenara tan solo tenía la función de desaguar el azud, los segundos reclamaban su derecho histórico a que Moncada cediera los dos tercios del agua que llegaba a éste. Además se discutía si el agua que cedía Moncada debía partirse en la misma Almenara Real, o desviarse por la acequia de la Tandera, en Paterna, tal como afirmaban los de Moncada. El pleito, finalmente, se resolvió reconociendo la obligación de la Real Acequia de Moncada de contar tan solo con el agua que desviaba la Almenara Real dotada de cuatro tablas de madera de ocho dedos de altura cada una.

## Descripción
El emplazamiento del azud se remonta al momento del diseño de la acequia madre de Montcada, en época medieval islámica, si bien la obra que hoy en día se ve es del siglo XVI en cuanto a las gradas del azud, la sillería de la almenara y los arcos de la entrada a la acequia, con evidentes y sucesivas reparaciones materiales a lo largo de los siglos posteriores.  Así, las compuertas y  la caseta son posteriores a la riada de 1957. El conjunto del azud se encuentra en bastante buen estado a pesar del paso de los siglos.
Continúa siendo un azud en funcionamiento para captar el agua de riego del sistema hidráulico de la Real Acequia de Moncada, siendo propiedad de dicha comunidad de regantes.